# Экерберг, Сикстен
Сикстен Экерберг (швед. Axel Sixten Lennart Eckerberg; 5 сентября 1909 — 9 апреля 1991) — шведский пианист, дирижёр и композитор.
Окончил Стокгольмскую консерваторию (1932), затем до 1934 г. совершенствовался как дирижёр под руководством Феликса Вайнгартнера в Базеле и Освальда Кабасты в Вене, как пианист — у Эмиля фон Зауэра в Вене и Изидора Филиппа в Париже. Гастролировал как пианист в Лондоне и Париже, различных городах Германии и Швеции. В 1936 г. исполнял обязанности руководителя Симфонического оркестра Евле, затем в 1937—1969 гг. дирижёр Оркестра Гётеборгского радио, одновременно в 1939—1960 гг. работал и с Гётеборгским симфоническим оркестром. Как приглашённый дирижёр выступал с оркестрами Хельсинки, Осло и Парижа.
Автор четырёх симфоний, трёх фортепианных концертов (два из них в 2011 г. записаны), другой симфонической и фортепианной музыки. В 1970 г. опубликовал автобиографическую книгу «Музыка и моя жизнь» (швед. Musiken och mitt liv).